# Црквице (Горњи Вакуф-Ускопље)
Црквице је насељено место у Босни и Херцеговини у општини Горњи Вакуф-Ускопље. Административно припада Федерацији Босне и Херцеговине, односно њеном Средњобосанском кантону. Према попису становништва из 2013. у насељу је било 185 становника, а већинско становништво у насељу били су Бошњаци.

## Становништво
По службеном попису становништва из 2013. године у насељу Црквице живело је 185 становника, а село је било етнички хомогено са већинском бошњачком популацијом.
| Националност | 2013. | 1991.        | 1981.        | 1971.        |
| Бошњаци      | —     | 269 (99,26%) | 266 (100,0%) | 227 (99,56%) |
| Хрвати       | —     | 0            | 0            | 0            |
| Срби         | —     | 0            | 0            | 0            |
| Југословени  | —     | 0            | 0            | 0            |
| остали       | —     | 2 (0,73%)    | 0            | 1 (0,43%)    |
| Укупно       | 185   | 271          | 266          | 228          |